# Megaselia coulsoni
Megaselia coulsoni är en tvåvingeart som beskrevs av Ronald Henry Lambert Disney 1987. Megaselia coulsoni ingår i släktet Megaselia och familjen puckelflugor. Inga underarter finns listade i Catalogue of Life.